# Eternas Ondas
Eternas Ondas é um álbum de estúdio do cantor, compositor e instrumentista cearense Raimundo Fagner lançado em 1980.

## Faixas
1. Eternas Ondas
2. Dois Querer
3. Canção Brasileira
4. Vento Forte
5. Morena Penha
6. Oh! My Love (John Lennon/Yoko Ono/ texto em português: Frederico Mendes e Raimundo  Fagner)
7. Reizado
8. Quixeramobim
9. Vaca Estrela e Boi Fubá